# بات‌سومبر
شهرستان بات‌سومبر (به زبان مغولی: Батсүмбэр сум، [Batsümber sum]؛ ᠪᠠᠲᠤ ᠰᠦ᠋ᠮᠪᠦᠷ ᠰᠤᠮᠤ، [batu sümbür sumu]) یک شهرستان (سُوم) در مغولستان است که در استان توف واقع شده‌است.

## تقسیمات اداری
شهرستان بات‌سومبر متشکل از ۴ قصبه (باغ) می‌باشد، شامل:
- اودلِگ (مغولی: Үдлэг баг، [Üdleg bag]؛ ᠦᠳᠡᠯᠭᠡ ᠪᠠᠭ، [üdelge baɣ])
- بایان‌غول (مغولی: Баянгол баг، [Bajangol bag]؛ ᠪᠠᠶᠠᠨ ᠭᠣᠤᠯ ᠪᠠᠭ، [bayan ɣoul baɣ])
- چوغت‌اوندور (مغولی: Цогт-Өндөр баг، [Cogt-Öndör bag]؛ ᠴᠣᠭᠲᠤ ᠥᠨᠳᠦᠷ ᠪᠠᠭ، [čoɣtu öndür baɣ])
- ماندال (مغولی: Мандал баг، [Mandal bag]؛ ᠮᠠᠨᠳᠠᠯ ᠪᠠᠭ، [mandal baɣ])